# Patrulheiro
Augusto Clóvis Barata Pires (Belém, 12 de abril de 1956), mais conhecido como Patrulheiro, é um ex-futebolista brasileiro que jogava como meia e atacante. É o 13º maior artilheiro do Paysandu, com 79 gols, tendo sido também o recordista de partidas pelo "Papão" na primeira divisão do Brasileirão no século XX e antes da era de pontos corridos: foram 89 jogos entre 1974 e 1986, sendo superado em 2004 pelos 99 de Sandro Goiano.
Quatro vezes campeão paraense pelos alviazuis, defendeu os dois principais clubes do Pará, com uma breve passagem pelo Remo, e também os dois principais do Amazonas, onde atuou e foi campeão por Nacional e Rio Negro.

## Carreira

### Primeira etapa no Paysandu
Patrulheiro chegou ao time principal do Paysandu proveniente das categorias de base, onde foi campeão estadual juvenil em 1973. Na ocasião, ainda era atacante puro, sendo o destaque do time. Em 1974, em seu primeiro Re-Pa no time adulto, atuou como meia recuado, mas marcou o gol alviceleste em empate em 1–1 no estádio rival, em amistoso realizado em 21 de fevereiro, abrindo o placar que depois seria empatado por Alcino.
No time principal, acabaria por encaixar-se mais na posição de meia, embora ocasionalmente improvisado no ataque. Empregava estilo cadenciado e envolvente de jogo, sendo avaliado como "imprescindível" a ponto de que, sem ele, a situação da equipe tornava-se mais difícil. Ainda em 1974, estreou pelo clube no Brasileirão. O "Papão" avançou ao grupo-semifinal e Patrulheiro chegou a marcar o gol paraense na derrota de 4–1 no Mineirão para o Cruzeiro, que terminaria no vice-campeonato a despeito de acumular mais pontos que o próprio campeão Vasco da Gama.
Apesar disso, ele chegou a ficou ausente dos três clássicos seguintes e só voltou a ser titular quatorze dérbis depois, já em 23 de julho] de 1975, pela fase final do estadual daquele ano, jogo encerrado em 0–0. Entre uma partida e outra, jogou saindo do banco quatro vezes. Ele esteve ausente do Re-Pa seguinte, decisivo para o rival ser campeão. O Remo assegurou em 1975 um tricampeonato seguido, e desde 1973 contabilizava mais de vinte jogos de invencibilidade na rivalidade, um recorde até o tabu de 33 partidas na década de 1990.
A invencibilidade azulina na época parou em 23 partidas, a última delas em 10 de março de 1976, ainda com Patrulheiro fora da titularidade. Na terceira aparição como titular, manteve-se invicto nessa condição e o tabu foi encerrado: o "Papão" venceu por 3–1, em 31 de março daquele ano. A partida, no estádio remista, foi válida pela Taça Cidade de Belém, e foi marcada por diversas confusões; chegou a haver interrupção de vinte minutos e seis azulinos foram expulsos, assim como dois jogadores alviazuis e seu treinador, Juan Álvarez. Com a vitória, o "Papão" faturou de forma invicta o torneio.
Adiante, o Paysandu obteve também o estadual de 1976, com Patrulheiro na titularidade de nova campanha invicta, incluindo um Re-Pa vencido por W.O. do arquirrival em pleno estádio azulino. Patrulheiro marcou quatro gols, além de converter sua cobrança na decisão por pênaltis favorável por 5–4 no Re-Pa que decidiu o segundo turno, após 0–0 no tempo normal e prorrogação. Naquele ano, o "Papão" chegou a acumular uma invencibilidade de 31 partidas. O título de 1976 foi o único do clube entre 1972 e 1980.
Em 1977, Patrulheiro estreou pela seleção paraense, em vitória amistosa por 2–1 sobre a amazonense em pleno Vivaldão, em 16 de fevereiro. Depois, esteve em uma sequência de três vitórias seguidas no Re-Pa, válidos pela Taça Cidade de Belém, entre abril e maio e todos no estádio remista: 4–1 no primeiro turno, 2–1 no segundo e 1–0 no turno extra, com ele marcando o único gol. Em agosto, marcou em dois clássicos seguidos, também ambos vencidos na casa rival - os dois alviazuis em vitória por 2–1 pelo Torneio Internacional e o único no 1–0 pelo terceiro turno do estadual daquele ano. A despeito desses desempenhos, o rival terminou campeão. No mesmo ano, também marcou em vitória por 3–2 sobre a seleção do Suriname. 
Ainda em 1977, Patrulheiro também destacou-se em derrota de 3–1 para o Atlético Mineiro pelo Brasileirão daquele ano. O adversário terminaria vice-campeão a despeito de uma campanha invicta e com mais pontos (dez) somados do que o campeão São Paulo,  e contra este time Patrulheiro marcou o que considera um dos gols mais bonitos da carreira, assim recordando décadas mais tarde: "era um escanteio a nosso favor a defesa do time mineiro cortou para fora da área; eu estava fora de meia lua, dominei no peito e, sem deixar cair, chutei a bola. Bateu no travessão e entrou. Este gol e minha boa atuação chamaram a atenção dos atleticanos, que no ano seguinte me contrataram".
Antes de ir ao Atlético, Patrulheiro ainda defendeu a seleção paraense na cerimônia de inauguração oficial do Mangueirão, em 4 de março de 1978, em vitória por 4–0 sobre a seleção uruguaia juvenil; em vitória por 3–2 sobre a amazonense quatro dias depois e em empate em 0–0 com o Botafogo outros quatro dias depois, no mesmo local. Foram os últimos jogos da seleção até 1987. Ainda no primeiro semestre, defendeu o Paysandu no Brasileirão de 1978; pela competição, participou do primeiro Re-Pa realizado no Mangueirão, em 0–0 em 26 de março daquele ano.
Contudo, Patrulheiro não chegou a defender em campo o Atlético. Foi prejudicado por uma hepatite, regressando a Belém para tratar-se e ao Paysandu. Em 1979, ele esteve no primeiro título do "Papão" no Mangueirão, um Torneio Início no qual ele fez um dos gols do título, em vitória por 2–0 no clássico com a Tuna Luso.
Ausente dos cinco Re-Pas restantes de 1978, Patrulheiro foi titular em um dos sete clássicos válidos pelo estadual de 1979, em que os alviazuis venceram por 2–1. O rival, adiante, terminou campeão. Em 1980, o estadual voltou a ser do Paysandu, após a competição inicialmente parecer fadada à rival Tuna Luso, campeã dos dois primeiros turnos. O Paysandu venceu o terceiro e o extra e terminou campeão, com Patrulheiro na titularidade do meio-campo ofensivo ao lado de Roberto Bacuri, por sua vez o 14º maior goleador da história do clube. Patrulheiro inclusive chegou a colocar a vitória final sobre a Tuna, por 2–0, como seu jogo mais inesquecível pelo clube, à frente daquele contra o Atlético: "uma partida memorável para mim (...). Eu vinha de uma longa contusão, mas me recuperei a tempo para jogar a fase final da competição e conseguir ajudar meus companheiros na conquista daquele título". 
Já em 1981, Patrulheiro foi titular em vitória em 25 de janeiro por 3–0 sobre o Flamengo, então recém-campeão nacional, pelo Brasileirão daquele ano. Porém, foi novamente prejudicado por uma lesão e jogou pouco pelo Paysandu na sequência, participando do bicampeonato paraense naquele ano apenas na estreia, vindo do banco no empate em 1–1 com a surpresa Izabelense, em 21 de junho.

### Futebol amazonense e voltas ao Paysandu
Ainda em 1981, Patrulheiro rumou ao Nacional, marcando dois gols no campeão amazonense daquele ano, um deles no 1–0 em clássico com o Fast (encerrado ainda aos 23 minutos do segundo tempo), em campanha realizada de agosto a novembro. A conquista concluiu um hexacampeonato estadual do "Naça", sequência jamais igualada no Amazonas.
Patrulheiro voltou ao Paysandu em 1982, participando de outra partida recordada, nova vitória por 3–0 sobre o Flamengo, que três dias antes havia vencido pelo mesmo placar o Remo - em jogos válidos por um triangular amistoso entre as equipes. A equipe carioca, por sua vez, havia acabado de vencer a Taça Libertadores da América e o Mundial Interclubes do ano anterior. Patrulheiro começou no banco, mas considera este outro grande momento da carreira.
Patrulheiro, porém, não chegou a continuar no "Papão" para o campeonato paraense de 1982, realizado de julho a dezembro; voltou ao Amazonas, agora como jogador do Rio Negro. Compartilhando a titularidade do meio-campo com a revelação Berg, foi campeão estadual daquele ano, seu segundo título amazonense seguido. O título alvinegro encerrou o hexacampeonato do rival Nacional e foi o único do clube entre 1975 e 1987.
Na campanha, Patrulheiro marcou três vezes, um deles em 1–1 em clássico com o Fast O título veio em vitória por W.O. no Rio-Nal. Um empate já daria o título ao Rio Negro, que precisaria ser derrotado em três clássicos seguidos pelo rival Nacional.

### Fim precoce da carreira
Em 1983, Patrulheiro voltou ao Paysandu. marcando três vezes em sete Re-Pas disputados ao longo do ano, em vitória por 2–1 e em empate em 1–1 válidos pelo primeiro turno do estadual de 1983 e em derrota de 2–1 pelo segundo turno. A campeã, porém, terminou sendo a Tuna Luso, a sofrer dois gols de Patrulheiro no certame, em vitória por 2–1 e derrota pelo mesmo placar.
Em 1984 e em 1985, o meia voltou a ser campeão paraense pelo "Papão", embora já não fosse titular, somando somente um gol com as duas campanhas. Em 1986, o arquirrival Remo voltou a vencer a competição pela primeira vez desde 1979. Dos seis Re-Pas daquele ano, Patrulheiro atuou somente em um, o primeiro, vindo do banco.
No ano seguinte, Patrulheiro passou a defender o próprio Remo, pelo qual marcou um único gol, em vitória de 7–0 sobre o Independente pelo estadual de 1987. Como remista, disputou três vezes o Re-Pa, todas como titular, em meio aos quatro clássicos daquele ano: derrota de 1–0 que deu ao rival o título do primeiro turno, empate em 0–0 que desclassificou os alviazuis do segundo turno e derrota de 2–1 que sagrou o ex-clube o campeão paraense do ano.
Patrulheiro ainda prolongou a carreira em 1988, disputando o campeonato mineiro daquele ano pelo Nacional de Uberaba, marcando sete vezes; dos quatro principais times, só não fez gol no Atlético, marcando nas partidas contra Villa Nova, Cruzeiro e América, todas empatadas em 1–1. Porém, sem mais sentir capacidade em estabilizar-se financeiramente apenas com o futebol, preferiu parar de jogar: "naquela época, eu sabia que não dava para ficar rico como jogador de futebol e então resolvi trabalhar. O mercado de trabalho é muito exigente e eu tive uma dificuldade enorme para me adaptar, pois tudo o que eu tinha, na época, era o ensino médio. Tive que me especializar para poder arrumar um emprego, antes que fosse tarde demais". Após o futebol, passou a sustentar-se trabalhando em empresa de material hospitalar.
Quando Patrulheiro parou de jogar, era o nono maior artilheiro do Paysandu, com 79 gols, treze deles no Brasileirão, torneio do qual já foi o recordista de aparições pelo clube. Atualmente, é o 13º maior goleador da história do "Papão", tendo sido ultrapassado posteriormente por Cabinho (quinto maior, com 127 ao longo da década de 1980), Zé Augusto (sétimo maior, com 118 entre as décadas de 1990 e a de 2010), Edil Highlander (décimo maior, com 95 entre as décadas de 1980 e de 2000) e Robgol (11º maior, com 91 na década de 2000).

## Títulos
Paysandu
- Campeonato Paraense Juvenil: 1973
- Campeonato Paraense: 1976,  1980, 1981, 1984 e 1985

Nacional
- Campeonato Amazonense: 1981

Rio Negro
- Campeonato Amazonense: 1982